# آقاعلی ابراهیمف
آقاعلی ابراهیمف (ترکی آذربایجانی: Ağaəli Müsəllim oğlu İbrahimov؛ ۶ فوریهٔ ۱۹۴۶) نقاش آذربایجانی، دبیر اتحادیه نقاشان جمهوری آذربایجان و نقاش مردمی جمهوری آذربایجان است.

## زندگی
آقاعلی ابراهیمف ۶ فوریه ۱۹۴۶ در شهر باکو زاده شد. در میان سال‌های ۱۹۶۰ تا ۱۹۶۶ در مدرسه نقاشی عظیم عظیم‌زاده درس خواند. وی دانش‌آموخته دانشگاه دولتی فرهنگ و هنر آذربایجان (۱۹۶۹–۱۹۷۴) است. از سال ۱۹۶۶ در نمایشگاه‌های محلی و بین‌المللی حضور می‌یابد. آثار او در نمایشگاه‌هایی در روسیه، ترکیه، ایالات متحده آمریکا، فرانسه، آلمان، ایتالیا، انگلیس، سوریه، بلغارستان و سایر کشورها به نمایش گذاشته شده‌است.
آقاعلی ابراهیمف از سال ۱۹۷۵ در اتحادیه نقاشان آذربایجان عضویت دارد.

## جوایز
- نقاش مردمی جمهوری آذربایجان - ۲۹ دسامبر ۲۰۰۶
- خادم هنر افتخاری آذربایجان - ۳۰ مه ۲۰۰۲[۲]